# مانويل فيريرا (كاتب)
مانويل فيريرا (بالبرتغالية: Manuel Ferreira) هو كاتب برتغالي، ولد في 18 يوليو 1917 في ليريا في البرتغال، وتوفي في 17 مارس 1992 في Linda-a-Velha ‏ في البرتغال.

## وصلات خارجية
- مانويل فيريرا على موقع الموسوعة البريطانية (الإنجليزية)